# 5-я Московская стрелковая дивизия
5-я московская стрелковая дивизия — воинское соединение (стрелковая дивизия) РККА ВС СССР в Великой Отечественной войне.

## История
К 12 июля 1941 года из лиц, не подлежащих по разным причинам призыву в армию, управлениями НКВД Москвы и Московской области были созданы двадцать пять истребительных батальонов. Командно-начальствующий состав в батальонах был набран из кадровых военнослужащих и сотрудников системы НКВД СССР.
Истребительные батальоны Дзержинского, Краснопресненского, Кировского, Ростокинского, Ленинградского, Пролетарского, Первомайского, Свердловского, Октябрьского, Тимирязевского и Железнодорожного районов Москвы и Ухтомского и Лотошинского районов Московской области были сведены в три истребительных полка, которые были переданы с 17 октября 1941 года в оперативное подчинение командованию 3-го боевого участка (начальник — полковник С. Е. Исаев) Московского оборонительного рубежа войск обороны Москвы. Полки получили боевую задачу выдвинуться на юго-западную окраину столицы, закрепиться в Тропарёвском лесопарке по берегам реки Очаковка.
28 октября 1941 года все истребительные полки 3-го боевого участка приказом командующего Московским военным округом № 0021 от 28 октября 1941 года были сведены во 2-ю стрелковую бригаду московских рабочих. 14 ноября 1941 года приказом Командующего Московским военным округом № 0047 от 14 ноября 1941 года бригада была переформирована в 5-ю Московскую стрелковую дивизию, получившую в свой состав три стрелковых полка (7-й, 8-й и 9-й), артиллерийские части, а также полноценные части боевого обеспечения и тыла.
В годы Великой Отечественной войны ландшафтный заказник «Теплый стан» служил последней линией обороны Москвы. Именно отсюда начала путь на Берлин 5-я московская стрелковая дивизия и здесь же в 1941 году проходил юго-западный сектор главного рубежа Московской зоны обороны.
Новое соединение возглавило бывшее командование 3-го боевого участка Московского оборонительного рубежа войск обороны Москвы. Командиром дивизии был назначен полковник С. Е. Исаев. Штаб и политотдел дивизии разместились в здании Института физических проблем АН СССР (Воробьёвское шоссе, дом 2).
В составе действующей армии с 14 ноября 1941 года по 20 января 1942 года.
Части дивизии в ноябре сорок первого заняли рубеж Кунцево — Люберцы с центром обороны село Семёновское — совхоз «Воронцово». Одновременно их личному составу было предписано нести комендантскую службу на Малоярославецком, Киевском и Наро-Фоминском шоссе. Позднее, когда противник на отдельных направлениях достиг окраин Москвы, дивизия развернулась на оборонительным рубеже, заранее подготовленном для неё формированиями Оборонстроя НКВД и НКО СССР. С правой стороны он был ограничен полосой: Киевский железнодорожный вокзал — Очаково — Переделкино — Изварино; с левой стороны полосой: Черёмушки — Деревлёво — Тёплый Стан — Городище. Здесь были возведены из бетона и стали доты, бронеколпаки и другие фортификационные сооружения.
20 января 1942 года приказом Штаба Московского военного округа от 20 января 1942 года согласно директиве № орг./2/78015сс от 19 января 1942 года была переименована в 158-ю стрелковую дивизию.

## Состав
- 7-й стрелковый полк
- 8-й стрелковый полк
- 9-й стрелковый полк
- артиллерийский полк
- отдельный истребительно-противотанковый дивизион
- зенитная батарея
- миномётный дивизион,
- разведывательная рота,
- сапёрный батальон,
- отдельный батальон связи,
- медико-санитарный батальон,
- отдельная рота химзащиты,
- автотранспортная рота,
- дивизионный ветеринарный лазарет,[3]
- 1508-я полевая почтовая станция[4]

## Подчинение

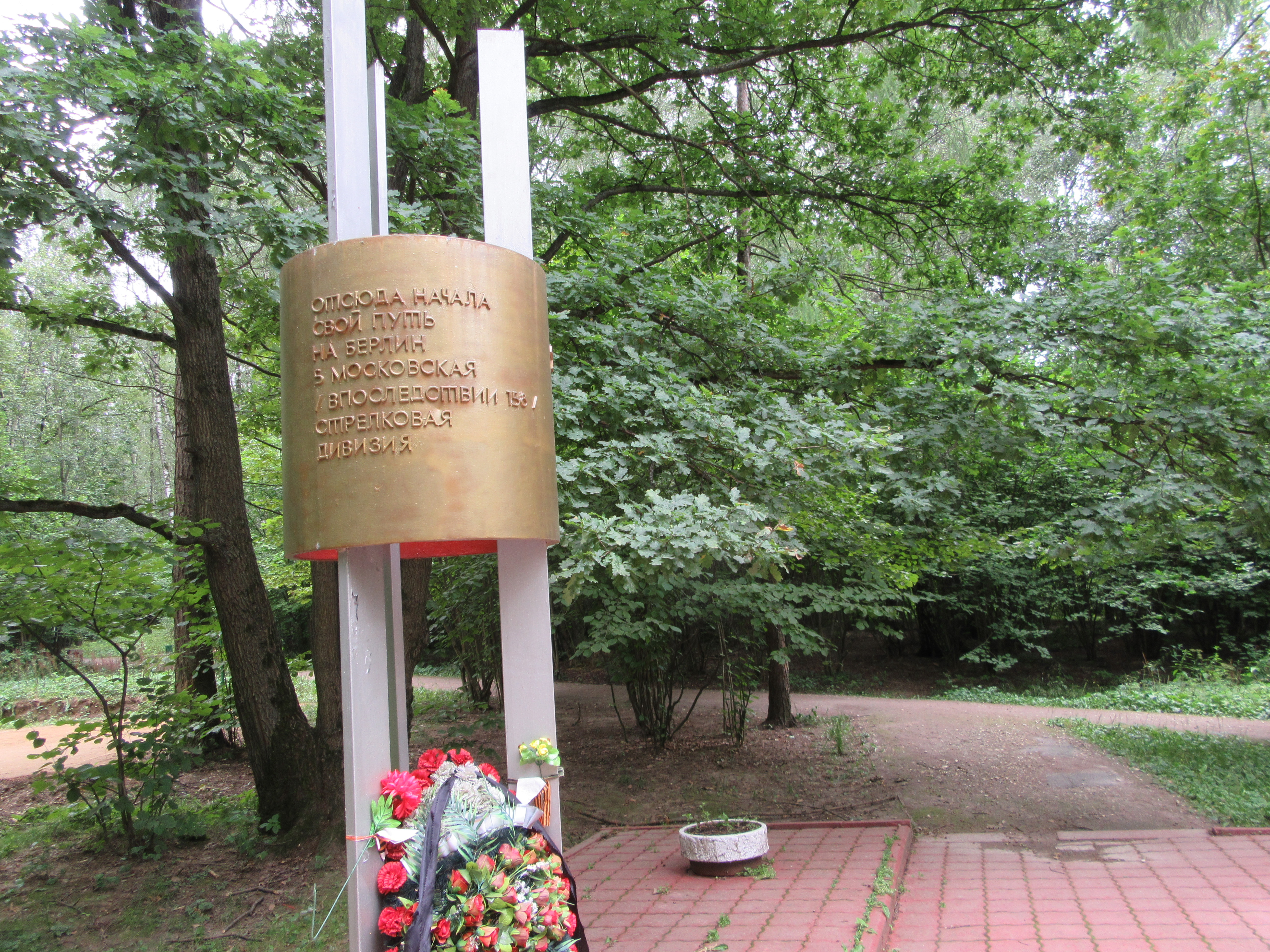

| Дата       | Фронт (округ)           | Армия | Корпус (группа) | Примечания |
| ---------- | ----------------------- | ----- | --------------- | ---------- |
| 01.11.1941 | Войска обороны Москвы   | -     | -               | -          |
| 01.12.1941 | Войска обороны Москвы   | -     | -               | -          |
| 01.01.1942 | Московская зона обороны | -     | -               | -          |

## Командиры
- Исаев, Степан Ефимович, полковник — (14.11.1941 — 20.01.1942)

## Память
- В честь дивизии в городе Москве названа Улица Ухтомского Ополчения.[6]
- В Тёплостанском лесопарке района Теплый Стан Юго-Западного округа Москвы сохранилось с 1941 года оборонительное сооружение — ДОТ. Рядом с ним высится стела, на которой можно прочесть слова: «Отсюда начала свой путь на Берлин 5-я Московская (впоследствии 158-я) стрелковая дивизия»[7]
- Воинам дивизии посвящены два памятных знака в Москве: на улице Обручева около дома 25 и на Новоясеневском проспекте около дома 19.[8]
- На здании Института физических проблем АН СССР, где в октябре 1941 размещался штаб и политотдел дивизии (Улица Косыгина, 2) установлена мемориальная доска.Энциклопедия Москвы